# Pseudochirella cryptospina
Pseudochirella cryptospina är en kräftdjursart som först beskrevs av Georg Ossian Sars 1905.  Pseudochirella cryptospina ingår i släktet Pseudochirella och familjen Aetideidae. Inga underarter finns listade i Catalogue of Life.